# Albert W. Cretella

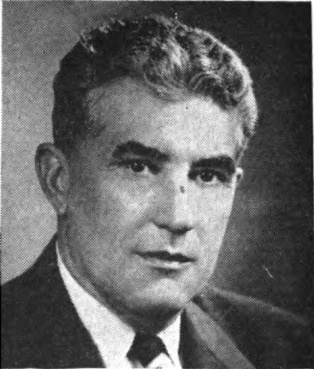
Albert W. Cretella (um 1955)

Albert William Cretella (* 22. April 1897 in New Haven, Connecticut; † 24. Mai 1979 ebenda) war ein US-amerikanischer Politiker. Zwischen 1953 und 1959 vertrat er den dritten Wahlbezirk des Bundesstaates Connecticut im US-Repräsentantenhaus.

## Werdegang
Albert Cretella besuchte die öffentlichen Schulen seiner Heimat und danach bis 1917 die Yale University. An der gleichen Universität begann er ein Jurastudium, das er aber im Juni 1918 unterbrach, um während des Ersten Weltkrieges in die US Navy einzutreten. Zum Zeitpunkt des Waffenstillstands im November 1918 besuchte Cretella eine Offiziersschule. Später setzte er sein Jurastudium in Yale fort. Nach seiner im Jahr 1921 erfolgten Zulassung als Rechtsanwalt begann er in New Haven in seinem neuen Beruf zu arbeiten. 1926 zog er nach North Haven. Zwischen 1931 und 1970 war Cretella, mit einer Unterbrechung in den Jahren 1946 und 1947, juristischer Berater dieser Stadt. Von 1931 bis 1945 arbeitete er als Staatsanwalt.
Cretella war Mitglied der Republikanischen Partei. Von 1947 bis 1952 saß er als Abgeordneter im Repräsentantenhaus von Connecticut. Bei den Kongresswahlen des Jahres 1952 wurde er im dritten Distrikt von Connecticut in das US-Repräsentantenhaus in Washington gewählt. Dort trat er am 3. Januar 1953 die Nachfolge des Demokraten John A. McGuire an, den er bei der Wahl geschlagen hatte. Nach zwei Wiederwahlen konnte er bis zum 3. Januar 1959 drei Legislaturperioden im Kongress absolvieren. Bei den Wahlen des Jahres 1958 unterlag er dem Demokraten Robert Giaimo, gegen den er auch im Jahr 1960 erfolglos kandidierte.
Nach dem Ende seiner Zeit im US-Repräsentantenhaus arbeitete Albert Cretella wieder als Anwalt. Er starb im Mai 1979 in New Haven.